# Juan de la Cuesta (maestro)
Juan de la Cuesta fue un maestro, pedagogo y foneticista español de la segunda mitad del siglo XVI del que se conocen pocos datos, la mayor parte deducidos de sus obras; no debe confundirse con un homónimo más famoso, Juan de la Cuesta, impresor de obras de Miguel de Cervantes.

## Biografía
Era vecino de Valdenuño Fernández, pueblecito de la provincia de Guadalajara, pero probablemente no tuvo su escuela allí (acaso fue solo su lugar de nacimiento) sino de Alcalá de Henares, lugar donde tiene más sentido que pudiera sobrevivir ejerciendo la enseñanza a causa de la Universidad y los numerosos pupilajes a que daba lugar. Él mismo declara que tuvo uno en su única obra conocida, el Libro y tratado para enseñar a leer y a escribir..., Alcalá de Henares: Casa de Juan Gracián, 1589, p. 62.
Esta obra posee una entidad mayor de la que su título puede en un principio indicar, porque resume su experiencia de años en una serie de consejos y observaciones atinadísimas sobre la labor docente, sin  falsas afirmaciones al fundarse meramente en la observación, el razonamiento y la experiencia.
Por otra parte, suministra importantes datos sobre la fonética y fonología del castellano que se hablaba en su época, en acelerada evolución hacia el español moderno.
La obra de Juan de la Cuesta se agrupa con la de otros importantes ortógrafos y calígrafos de la época: el Arte subtilísima por la qual se enseña a escrebir perfectamente, hecho y experimentado y ahora de nuevo añadido... (Zaragoza, 1555) de Juan de Icíar; la Honra de escribanos (Valencia, 1565) de Pedro Madariaga; el Arte de escribir las letras... (Madrid, 1580) de Francisco Lucas; el Arte de escribir (Madrid, 1599) de Ignacio Pérez; el Arte de escribir y contar (1618) de Juan Hurtado; el amplísimo y prestigioso Arte Nueva de Escribir (Madrid, 1615-1631, 5 vols.) de Pedro Díaz Morante; la Primera parte del Arte de escribir todas formas de letras (Madrid, 1650) de José de Casanova y otros menos prestigiosos como El maestro de escribir (Cádiz, 1696) de Lorenzo Ortiz, la Escuela universal... (1700) de Diego Bueno y el Arte nuevo de escribir... de Juan Claudio Polanco.

## Obras
- Libro y tratado para enseñar a leer y a escribir brevemente y con gran facilidad, correcta pronunciación y verdadera ortographia, todo romance castellano, y de la distinción y diferencia que hay en las letras consonantes de una a otras en su sonido y pronunciación. Alcalá de Henares: Casa de Juan Gracián, 1589.